# Microgadus
Microgadus es un género de peces gadiformes de la familia Gadidae.

## Especies
Se reconocen las siguientes especies:
- Microgadus proximus
- Microgadus tomcod